# Alamedas
Alamedas es una banda de rock chilena fundada en noviembre de 2004, compuesta por Alejandro Gómez (voz principal y guitarra) y Ricardo Contesse (guitarra y coros). Alamedas tiene como base las guitarras, y la clave de su música pasa por la relectura musical del pasado y su reinterpretación propia que queda registrada en su disco debut.

## Historia

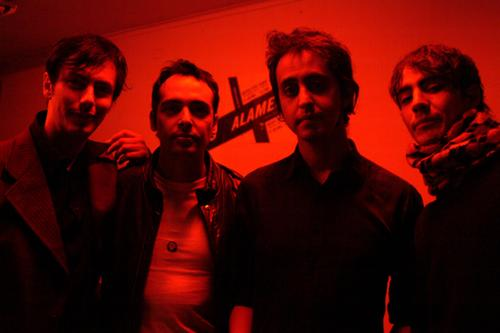

Alejandro Gómez (voz y guitarra) y Ricardo Contesse (guitarra y coros) decidieron volver a tocar juntos en el 2004, un año después deAlamedas surgió en noviembre de 2004, luego de la disolución del grupo Solar (1994-2003) de la cual Alejandro Gómez y Ricardo Contesse formaban parte. A ellos se les sumó el hermano de Alejandro, Emiliano Gómez en la batería y Leo Quinteros en el bajo, quien se mantuvo en la banda solo durante la grabación del primer álbum, para luego seguir su carrera como solista. Entre marzo y abril de 2005 graban su disco homónimo, junto al destacado ingeniero en sonido Gonzalo González, quien ha grabado a bandas tales como Los Prisioneros y Los Bunkers, entre otros. De esa producción el sencillo más destacado fue "Chileno", en cuyo video, dirigido por Javier Pañella, aparecían personas con máscaras de personajes importantes de Chile y el extranjero, y que tuvo considerable rotación en el canal Vía X. Esa canción hizo medianamente conocida a la banda en el país. 
En diciembre, Alamedas recibió 2 nominaciones para el Premio APES en las categorías de "Mejor Banda de Rock" y "Mejor Instrumentista" (por su baterista Emiliano Gómez). Entre agosto y octubre de 2006 grabaron su segundo álbum, que fue masterizado en Londres, y cuyo título sería Precipicio. Luego de la grabación del disco, Emiliano Gómez se alejó de la banda, siendo reemplazado temporalmente por Claudio Fierro como baterista. Precipicio fue estrenado finalmente en mayo de 2007. Paralelo a ello, la banda se integró a la casa discográfica Sello Azul.
En 2009 lanzan el disco Carretera, sumándose a Gómez y Contesse, los músicos Pierre De L'Herbe y Octavio Bascuñán.

## Discografía
| Año  | Título     | Discográfica    |
| ---- | ---------- | --------------- |
| 2005 | Alamedas   | Irrepetible     |
| 2007 | Precipicio | Sello Azul      |
| 2009 | Carretera  | Oveja Negra     |
| 2012 | Romeo      | Top Manta Music |

## Sencillos
- Chileno (Alamedas), 2005
- Green Pasadena (Alamedas), 2006
- Recuerdos (Precipicio), 2007
- Precipicio (Precipicio), 2007
- Dejaste aquí (Precipicio), 2007
- Carretera (Carretera), 2009